# Earl Lloyd
Earl Francis Lloyd (* 3. April 1928 in Alexandria, Virginia; † 26. Februar 2015 in Crossville, Tennessee) war ein US-amerikanischer Basketballspieler. Am 31. Oktober 1950 wurde er als erster Afroamerikaner in einem Spiel der Profiliga NBA eingesetzt.

## Laufbahn
Je nach Definition kann er damit als erster Schwarzer in der NBA bezeichnet werden. Als sich die Liga im Jahr 1950 für schwarze Spieler öffnete, wurde Chuck Cooper als Erster gedraftet, Nathaniel Clifton unterschrieb als Erster einen Vertrag bei einem NBA-Team und Earl Lloyd wiederum kam als erstes zum Einsatz, da für sein Team die Saison einen Tag eher begann als für Cooper und vier Tage eher als für Clifton. Sein erstes Team waren die Washington Capitols, für die er jedoch nur sieben Mal zum Einsatz kam.
1955 wurde Lloyd als Leistungsträger mit den Syracuse Nationals NBA-Champion. Später wurde er der erste schwarze Assistenztrainer der NBA und schließlich erster schwarzer Cheftrainer der Detroit Pistons.
Trotz dieser Stellung als Pionier kam ihm erst in jüngster Zeit eine offizielle Anerkennung zu. Im Februar 2001 wurde in seiner Heimatstadt Alexandria ein Jugendbasketball-Camp eingeweiht und sowohl der Bürgermeister Alexandrias als auch der Gouverneur von Virginia erklärten den 9. Februar 2001 zum „Earl Lloyd Day“.
2003 wurde Loyd schließlich für seine Karriereleistung als Spieler in die Naismith Memorial Basketball Hall of Fame aufgenommen. Seit der Saison 2021/22 ist er Namensgeber der Trophäe des Siegers der Southeast Division.